# Čehovice
Čehovice är en ort i Tjeckien.   Den ligger i regionen Olomouc, i den östra delen av landet, 210 km öster om huvudstaden Prag. Čehovice ligger 210 meter över havet och antalet invånare är 513.
Terrängen runt Čehovice är huvudsakligen platt, men västerut är den kuperad.Runt Čehovice är det ganska tätbefolkat, med 160 invånare per kvadratkilometer. Närmaste större samhälle är Olomouc, 18,9 km norr om Čehovice. Trakten runt Čehovice består till största delen av jordbruksmark.